# 荘公 (秦)
荘公（そうこう、？ - 紀元前778年）は、秦の襄公の父で秦仲の子。

## 生涯
秦仲の長子として生まれる。
秦仲23年（前822年）、秦仲が西戎討伐で戦死すると、その後を継いで当主となった。
周の宣王は荘公ら秦仲の息子5人を召し出し、兵7千を与えてふたたび西戎討伐にあたらせた。荘公らは西戎を見事破ったため、宣王から父の旧封と大駱が領有していた犬丘の地を与えられ、西垂の大夫となった。
荘公は犬丘に拠ると3人の子をもうけた。
荘公44年（前778年）、荘公が卒去すると、次男の襄公が立って秦の当主となった。

## 子
- 世父
- 襄公 - 秦の初代君主
- 繆嬴 - 豊王の妻

## 参考資料
- 『史記』（秦本紀第五）